# Bey-sur-Seille
Pour les articles homonymes, voir Bey.
Bey-sur-Seille est une commune française située dans le département de Meurthe-et-Moselle en région Grand Est.

## Géographie

### Description
Bey-sur-Seille est un village-rue rural lorrain de Meurthe-et-Moselle limitrophe de la Moselle et situé à 17 km à vol d'oiseau au sud-ouest de Nancy, 24 km au sud-est de Pont-à-Mousson, 37 km au sud-est de Metz, 43 km au sud-ouest de Saint-Avold et 50 km de la frontière franco-allemande et à 26 km au nord-ouest de Lunéville.

### Communes limitrophes
Les communes limitrophes sont  Aboncourt-sur-Seille, Amance, Bioncourt, Bouxières-aux-Chênes, Brin-sur-Seille et Lanfroicourt.

### Hydrographie
La commune est dans le bassin versant du Rhin au sein du bassin Rhin-Meuse. Elle est drainée par la Seille, le ruisseau Rupt du Bois et le Rupt de Voidoncourt,.
La Seille constitue une part de la limite est du territoire communal, qu'elle sépare du département de la Moselle. D'une longueur de 138 km, prend sa source dans la commune de Maizières-lès-Vic et se jette  dans divers bras morts de la Moselle à Metz, après avoir traversé 57 communes.

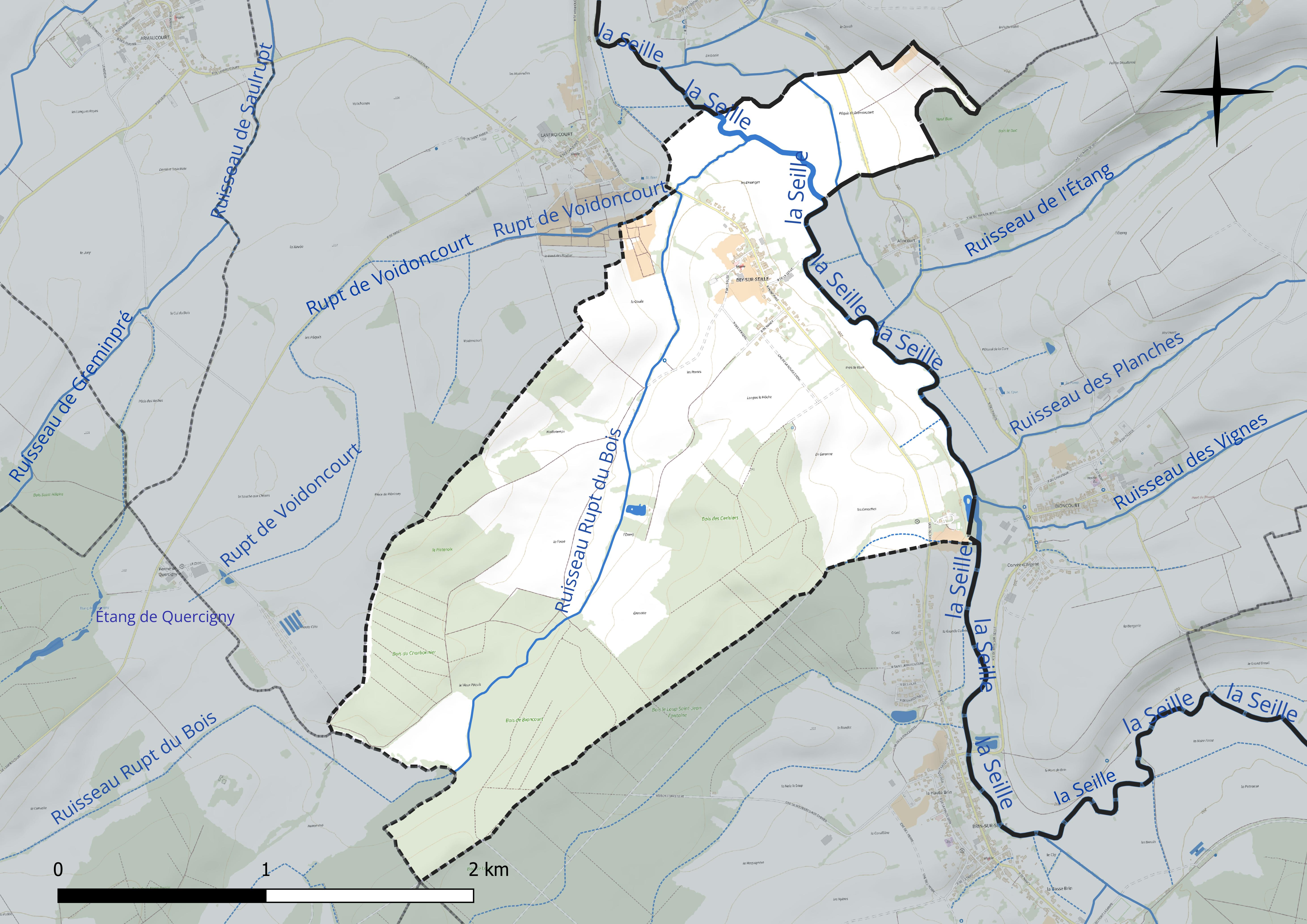
Réseau hydrographique de Bey-sur-Seille.

### Climat
Pour des articles plus généraux, voir Climat du Grand Est et Climat de Meurthe-et-Moselle.
En 2010, le climat de la commune est de type climat océanique dégradé des plaines du Centre et du Nord, selon une étude du Centre national de la recherche scientifique s'appuyant sur une série de données couvrant la période 1971-2000. En 2020, Météo-France publie une typologie des climats de la France métropolitaine dans laquelle la commune est exposée à un climat semi-continental et est dans la région climatique Lorraine, plateau de Langres, Morvan, caractérisée par un hiver rude (1,5 °C), des vents modérés et des brouillards fréquents en automne et hiver.
Pour la période 1971-2000, la température annuelle moyenne est de 9,9 °C, avec une amplitude thermique annuelle de 16,9 °C. Le cumul annuel moyen de précipitations est de 751 mm, avec 11,5 jours de précipitations en janvier et 9,1 jours en juillet. Pour la période 1991-2020, la température moyenne annuelle observée sur la station météorologique de Météo-France la plus proche, « Nancy-Essey », sur la commune de Tomblaine à 16 km à vol d'oiseau, est de 11,0 °C et le cumul annuel moyen de précipitations est de 746,3 mm. 
La température maximale relevée sur cette station est de 40,1 °C, atteinte le 24 juillet 2019 ; la température minimale est de −24,8 °C, atteinte le 21 février 1956,,.
Les paramètres climatiques de la commune ont été estimés pour le milieu du siècle (2041-2070) selon différents scénarios d'émission de gaz à effet de serre à partir des nouvelles projections climatiques de référence DRIAS-2020. Ils sont consultables sur un site dédié publié par Météo-France en novembre 2022.

## Urbanisme

### Typologie
Au 1er janvier 2024, Bey-sur-Seille est catégorisée commune rurale à habitat dispersé, selon la nouvelle grille communale de densité à sept niveaux définie par l'Insee en 2022.
Elle est située hors unité urbaine. Par ailleurs la commune fait partie de l'aire d'attraction de Nancy, dont elle est une commune de la couronne,. Cette aire, qui regroupe 353 communes, est catégorisée dans les aires de 200 000 à moins de 700 000 habitants,.

### Occupation des sols
L'occupation des sols de la commune, telle qu'elle ressort de la base de données européenne d’occupation biophysique des sols Corine Land Cover (CLC), est marquée par l'importance des territoires agricoles (62,5 % en 2018), une proportion identique à celle de 1990 (62,5 %). La répartition détaillée en 2018 est la suivante : forêts (37,5 %), terres arables (31,7 %), prairies (30,7 %). L'évolution de l’occupation des sols de la commune et de ses infrastructures peut être observée sur les différentes représentations cartographiques du territoire : la carte de Cassini (XVIIIe siècle), la carte d'état-major (1820-1866) et les cartes ou photos aériennes de l'IGN pour la période actuelle (1950 à aujourd'hui).

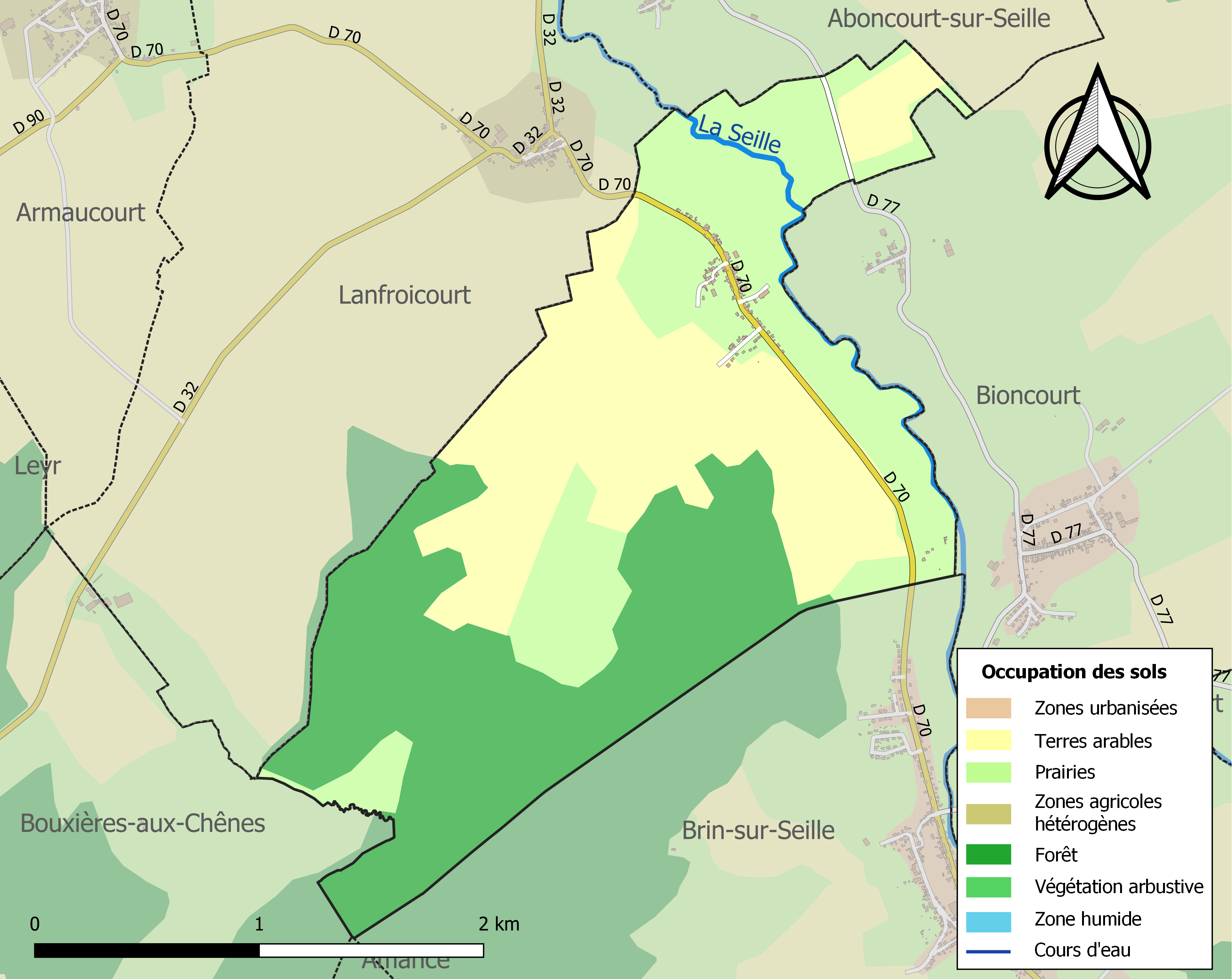
Carte des infrastructures et de l'occupation des sols de la commune en 2018 (CLC).

### Habitat et logement
En 2018, le nombre total de logements dans la commune était de 74, alors qu'il était de 67 en 2013 et de 66 en 2008.
Parmi ces logements, 86,5 % étaient des résidences principales, 4,1 % des résidences secondaires et 9,5 % des logements vacants. Ces logements étaient pour 97,3 % d'entre eux des maisons individuelles et pour 2,7 % des appartements.
Le tableau ci-dessous présente la typologie des logements à Bey-sur-Seille en 2018 en comparaison avec celle de Meurthe-et-Moselle et de la France entière. Une caractéristique marquante du parc de logements est ainsi une proportion de résidences secondaires et logements occasionnels (4,1 %) supérieure à celle du département (2 %) mais inférieure à celle de la France entière (9,7 %). Concernant le statut d'occupation de ces logements, 93,8 % des habitants de la commune sont propriétaires de leur logement (87,7 % en 2013), contre 57,3 % pour la Meurthe-et-Moselle et 57,5 % pour la France entière.
| Typologie                                               | Bey-sur-Seille | Meurthe-et-Moselle | France entière |
| ------------------------------------------------------- | -------------- | ------------------ | -------------- |
| Résidences principales (en %)                           | 86,5           | 88,7               | 82,1           |
| Résidences secondaires et logements occasionnels (en %) | 4,1            | 2                  | 9,7            |
| Logements vacants (en %)                                | 9,5            | 9,3                | 8,2            |

## Toponymie
La localité est attestée sous les noms de Bero (896), Buis (1188), Biert (1285), Biers-sur-Seille (1323).
Le nom de Bey vient du gaulois Bega qui signifie « lieu d'eau ».
Seille est le nom de la rivière qui coule en limite du territoire communal.

## Histoire

### Antiquité
Au vu de la toponymie, il est probable que des installations celtes soient attestées.

### Époque Médiévale
Les Fénétrange possédaient l'alleu de Bey dès 1422.

### Époque moderne
La commune était anciennement enclavée dans le duché de Lorraine, mais relevait au spirituel de l'évêché de Metz. Bey-sur-Seille et Lanfroicourt, communes voisines, partageaient alors au XVIIe siècle le même curé. Bey-sur-Seille faisait partie du bailliage de Vic-sur-Seille (en 1756), puis du canton d'Amance (en 1790)
Il y avait un château fort (détruit au XVIIIe siècle) et il existait un moulin à côté du Rupt du Bois au lieu-dit l'Étang.

### Époque contemporaine
L'emplacement actuel de la commune ne diffère pas de celui d'époque. À la fin du XIXe siècle, il était cultivé à Bey-sur-Seille le tabac, les pommes de terre ainsi que le froment.
De la défaite française lors de la Guerre franco-allemande de 1870 à la fin de la Première Guerre mondiale, cette commune est un village-frontière avec l'Allemagne.
En 1888, on notait que Bey-sur-Seille, dont le chef-lieu comptait 65 maisons et quatre à l'écart  des Baraques, disposait d'une école primaire publique pour les garçons et d'une école privée pour les filles, qui avait été ouverte en 1883 dans une partie du presbytère. Les deux écoles scolarisaient alors 39 enfants. Bey disposait d'une bibliothèque populaire riche de 152 ouvrages. La bibliothèque fondée en 1863 est aujourd'hui disparue. A cette époque, les terres de ce village agricole étaient alors cultivées principalement selon un assolement triennal, mais un septième de la superficie agricole l'était encore selon le système de la écart, pour compenser l'insuffisance de la fumure produite par les bestiaux. Une centaine d'hectares était exploitée en prairies
Il y a eu de graves dommages au cours de la Première Guerre mondiale.

## Politique et administration

### Rattachements administratifs et électoraux

#### Rattachements administratifs
La commune se trouve dans l'arrondissement de Nancy du département de Meurthe-et-Moselle.
Elle faisait partie depuis 1801 du canton de Nomeny. Dans le cadre du redécoupage cantonal de 2014 en France, cette circonscription administrative territoriale a disparu, et le canton n'est plus qu'une circonscription électorale.

#### Rattachements électoraux
Pour les élections départementales, la commune fait partie depuis 2014 du canton d'Entre Seille et Meurthe
Pour l'élection des députés, elle fait partie de la sixième circonscription de Meurthe-et-Moselle.

### Intercommunalité
Bey-sur-Seille était membre de la petite communauté de communes de Seille et Mauchère, un établissement public de coopération intercommunale (EPCI) à fiscalité propre créé en 1999 et auquel la commune avait transféré un certain nombre de ses compétences, dans les conditions déterminées par le code général des collectivités territoriales.
Dans le cadre des dispositions de la loi portant nouvelle organisation territoriale de la République du 7 août 2015, qui prévoit que les établissements publics de coopération intercommunale (EPCI) à fiscalité propre doivent avoir un minimum de 15 000 habitants, cette intercommunalité a fusionné avec sa voisine pour former, le 1er janvier 2017, la communauté de communes de Seille et Grand Couronné, dont est désormais membre la commune.

### Liste des maires
| Période                                  | Période                        | Identité         | Étiquette | Qualité                       |
| ---------------------------------------- | ------------------------------ | ---------------- | --------- | ----------------------------- |
| Les données manquantes sont à compléter. |                                |                  |           |                               |
|                                          |                                |                  |           |                               |
| mars 2001                                | décembre 2015                  | Denis Georgin    |           | Démissionnaire                |
|                                          |                                |                  |           |                               |
| février 2017                             | avril 2022                     | Colette Mougeot  |           | Ancienne cadre Démissionnaire |
| juillet 2022                             | En cours (au 16 décembre 2022) | Daniel Grandadam |           |                               |

## Population et société

### Démographie
L'évolution du nombre d'habitants est connue à travers les recensements de la population effectués dans la commune depuis 1793. Pour les communes de moins de 10 000 habitants, une enquête de recensement portant sur toute la population est réalisée tous les cinq ans, les populations de référence des années intermédiaires étant quant à elles estimées par interpolation ou extrapolation. Pour la commune, le premier recensement exhaustif entrant dans le cadre du nouveau dispositif a été réalisé en 2008.

En 2022, la commune comptait 189 habitants, en évolution de +14,55 % par rapport à 2016 (Meurthe-et-Moselle : −0,13 %, France hors Mayotte : +2,11 %).
| 1793 | 1800 | 1806 | 1821 | 1831 | 1836 | 1841 | 1846 | 1851 |
| ---- | ---- | ---- | ---- | ---- | ---- | ---- | ---- | ---- |
| 186  | 207  | 235  | 249  | 255  | 240  | 255  | 249  | 265  |

| 1856 | 1861 | 1872 | 1876 | 1881 | 1886 | 1891 | 1896 | 1901 |
| ---- | ---- | ---- | ---- | ---- | ---- | ---- | ---- | ---- |
| 236  | 249  | 258  | 264  | 227  | 220  | 196  | 186  | 167  |

| 1906 | 1911 | 1921 | 1926 | 1931 | 1936 | 1946 | 1954 | 1962 |
| ---- | ---- | ---- | ---- | ---- | ---- | ---- | ---- | ---- |
| 159  | 151  | 111  | 108  | 100  | 102  | 94   | 98   | 100  |

| 1968 | 1975 | 1982 | 1990 | 1999 | 2006 | 2008 | 2013 | 2018 |
| ---- | ---- | ---- | ---- | ---- | ---- | ---- | ---- | ---- |
| 94   | 96   | 107  | 130  | 167  | 158  | 155  | 155  | 174  |

| 2022 | - | - | - | - | - | - | - | - |
| ---- | - | - | - | - | - | - | - | - |
| 189  | - | - | - | - | - | - | - | - |

## Culture locale et patrimoine

### Lieux et monuments

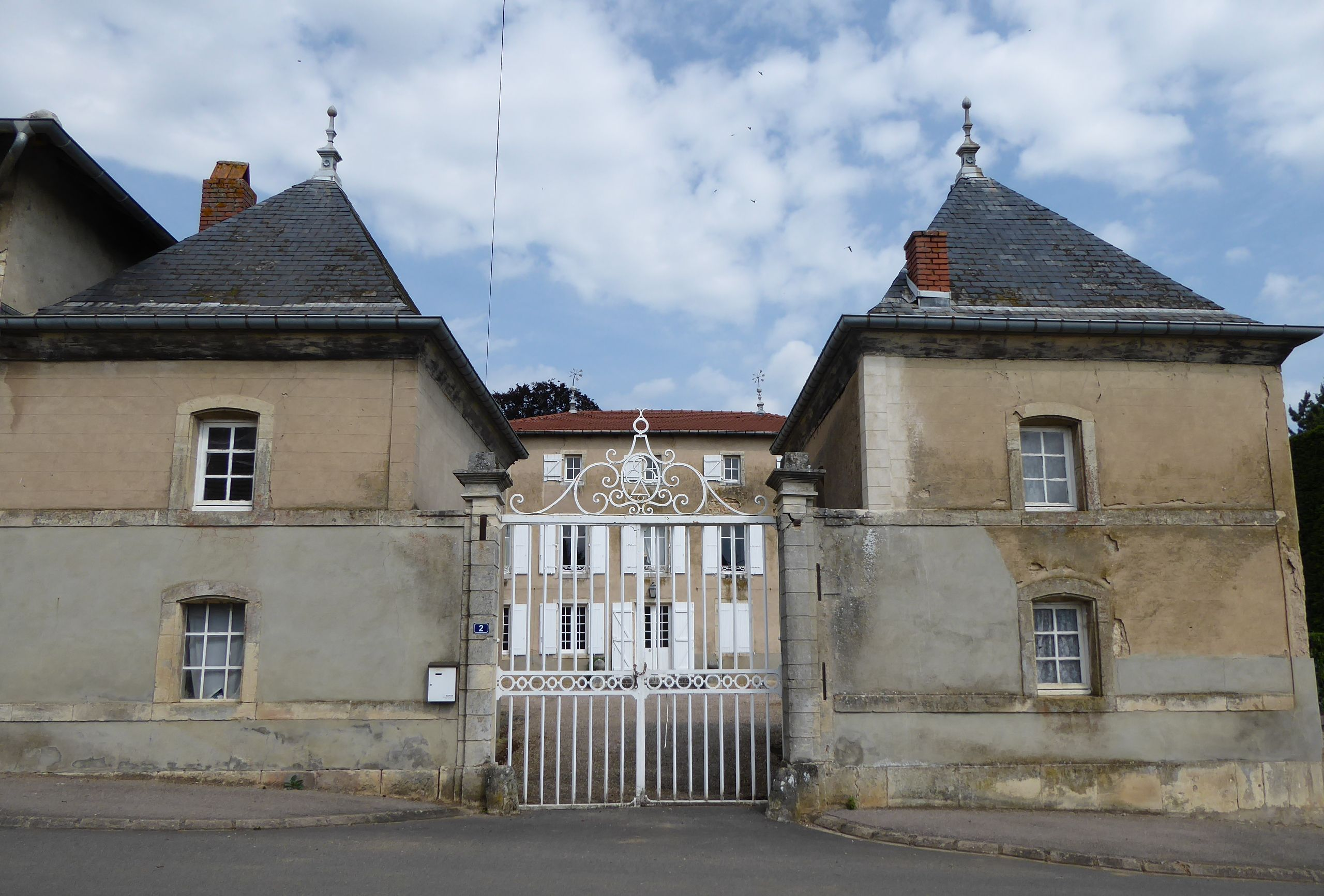
Maison XVIII.

L'église Saint-Étienne, construite sur l'emplacement de l'église originelle du village en 1869 a été reconstruite plus tard à la suite des guerres mondiales, elle y a perdu ses trois rosaces d'origine. On y trouvait au XIXe siècle un calice de vermeil de grand prix.
- Maison de maître XVIIIe siècle, construite à la place du château fort[14].

### Personnalités liées à la commune
- Jacques-Eugène Feyen (1815-1908), artiste peintre et photographe, né dans la commune.
- Augustin Feyen-Perrin (1826-1888), artiste peintre et photographe, né dans la commune. Frère cadet et élève de Jacques-Eugène Feyen.

### Héraldique
| Blason de Bey-sur-Seille | Blason  | D’azur à la fasce ondée d’argent accompagnée en chef d’un B majuscule d’or et en pointe d’un caillou d’or                    |
| Blason de Bey-sur-Seille | Détails | Armes parlantes : B sur Seille (la fasce ondée). Le caillou symbolise Saint Étienne patron de la paroisse, qui a été lapidé. |

## Pour approfondir